# آیراین
آیراین (به فرانسوی: Airin) یک رود در فرانسه است که در سانتر-وال-دلوآر واقع شده‌است.